# BTL
BTL (від англ. below-the-line) — термін рекламної індустрії, який об'єднує промо-акції, директ мейл, виставки, POS та багато інших рекламних активностей. Термін BTL використовують на противагу ATL (прямій рекламі).
Згідно з однією з класифікацій BTL поділяється на:
- стимулювання збуту серед торговельних посередників,
- стимулювання збуту серед споживачів,
- прямий маркетинг,
- special events,
- POS-матеріали.

Згідно з легендою, "батьком" поняття "BTL" є Девід Огілві. Коли йому знадобилося структурувати і проаналізувати свій рекламний бюджет, винахідливий менеджер провів на папері рису, яка розбила весь список витрат на дві нерівні частини. Зверху виявилося все, що пов'язано з пресою, телебаченням, радіо і зовнішньою рекламою. Знизу - все інше. Верхня частина отримала назву ATL (above the line -"над рисою"). Нижня - BTL - below the line (під рисою ). Термін став застосовуватися в рекламному агентстві, яке обслуговувало фірму, а потім став майже загальновживаним.
Досі нікому не вдалося точно визначити, що ж залишилося "під межею ", як іще можна назвати BTL. Деякі вважають його синонімом слова promotion (просування), а інші чомусь іменують "PR- в широкому розумінні цього слова". Залежно від точки зору, з'являються або зникають деякі елементи BTL, але суть від цього не міняється.
BTL — це елемент реклами, що є частиною довгострокової стратегії виведення бренду (марки) на ринок. Він пропонує короткі (або довгострокові) маркетингові інструменти для досягнення специфічних ринкових цілей протягом певного періоду часу.
BTL традиційно включає: демонстрації і дегустації продуктів (sampling); масові заходи (events: презентації семінари прес-конференції, вечірки тощо); лотереї, конкурси; стимулювання продажу (sales promotion); спонсорство; сувенірну продукцію; паблісіті/PR; дизайн-упаковки; мерчандайзинг (оформлення місця продажу товарів); рекламу в інтерактивних засобах комунікації (Internet тощо); використання нетрадиційних рекламних носіїв і практично будь-які дії, що сприяють просуванню товару на ринок.
На жаль багато хто асоціює BTL лише з безкоштовними повітряними кульками з логотипом, наклейками і плакатами, на які йдуть кошти, що залишилися після купівлі прямої реклами. Але це абсолютно неправильне ставлення. Як і те, що BTL є альтернативою прямій рекламі. Навпаки - це взаємодоповнюючі елементи, правильне поєднання яких може дати приголомшливі результати.
Як і у випадку з прямою рекламою, BTL не обмежується тільки постановкою і досягненням конкретних бізнес-цілей. При правильному підході для успішного проведення будь-якої BTL-акції необхідна оцінка цільової аудиторії, характеристик марки, яка просувається, оптимального часу і місця проведення; вивчення систем збуту цього товару, каналів отримання інформації, які використовують потенційні споживачі. Тому для багатьох BTL стає справою життя, основним джерелом коштів для існування, окремим бізнесом. І, треба сказати, ринок сприяє розвитку цього напряму.

## Системи звітності та керування BTL-проектами
Широке розповсюдження у BTL набули системи онлайн звітності. Вони допомагають автоматизувати рутинні операції збору даних від польового персоналу (супервайзерів, мерчандайзерів) і зведення із них оперативних звітів. Такі системи дозволяють:
- контролювати польовий персонал за рахунок мобільних технологій,
- отримувати фотозвіти,
- автоматизувати рутинну працю із зведення даних із різних регіонів,
- підвищити якість інформації від супервайзерів,
- зняти колосальне навантаження з менеджерів BTL-проектів,
- зробити прозорою взаємодію між рекламодавцем та агенцією та підвищити довіру.

Раніше BTL-звітність робилась вручну за допомогою Excel®, поступово великі рекламні агенції та рекламодавці, які могли це собі дозволити, почали розроблювати для себе індивідуальні програмні продукти. Незабаром з'явилися спеціалізовані програмні продукти (онлайн-системи), які стали доступні для будь-якого типа компаній незалежно від розміру. Сучасні технології роблять BTL ефективнішим.